# Arcos de Calán
El humedal Arcos de Calán es un humedal costero marino que cubre aproximadamente 241 hectáreas de la Comuna de Pelluhue en la Provincia de Cauquenes de la Región del Maule, Chile. Fue declarado santuario de la naturaleza de Chile por decreto 51 de 2021 por ser un área representativa en términos de biodiversidad, por su valor paisajístico, por su condición marino-costera y de humedal, y por la presencia de especies representativas de aves, invertebrados, peces y mamíferos marinos.

## Historia
Luis Risopatrón lo describe en su Diccionario Jeográfico de Chile: 117 
Calan (Punta) 35° 58' 72° 47'. Es pequeña, insignificante, con piedras ahogadas hasta 100 m afuera i se proyecta en el mar, hacia el SW de la punta Chovellen; deja una pequeña caleta, de 0,5 kilómetro de boca de N a S, llamada Quilicura. 1, III, p. 11; i 156.